# Porphyrinia aftob
Porphyrinia aftob är en fjärilsart som beskrevs av Brandt 1938. Porphyrinia aftob ingår i släktet Porphyrinia och familjen nattflyn. Inga underarter finns listade i Catalogue of Life.